# Cachou

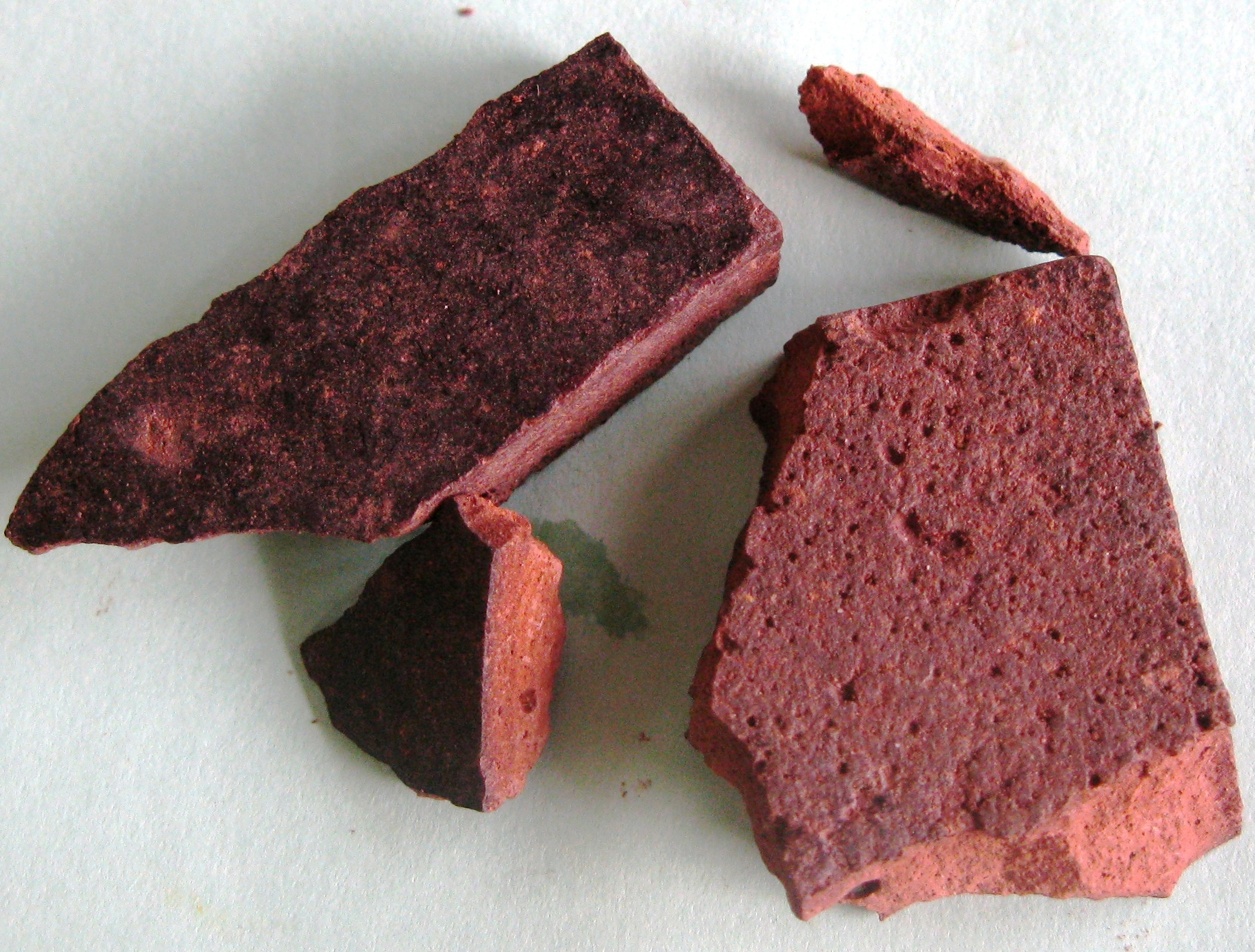
Cachou

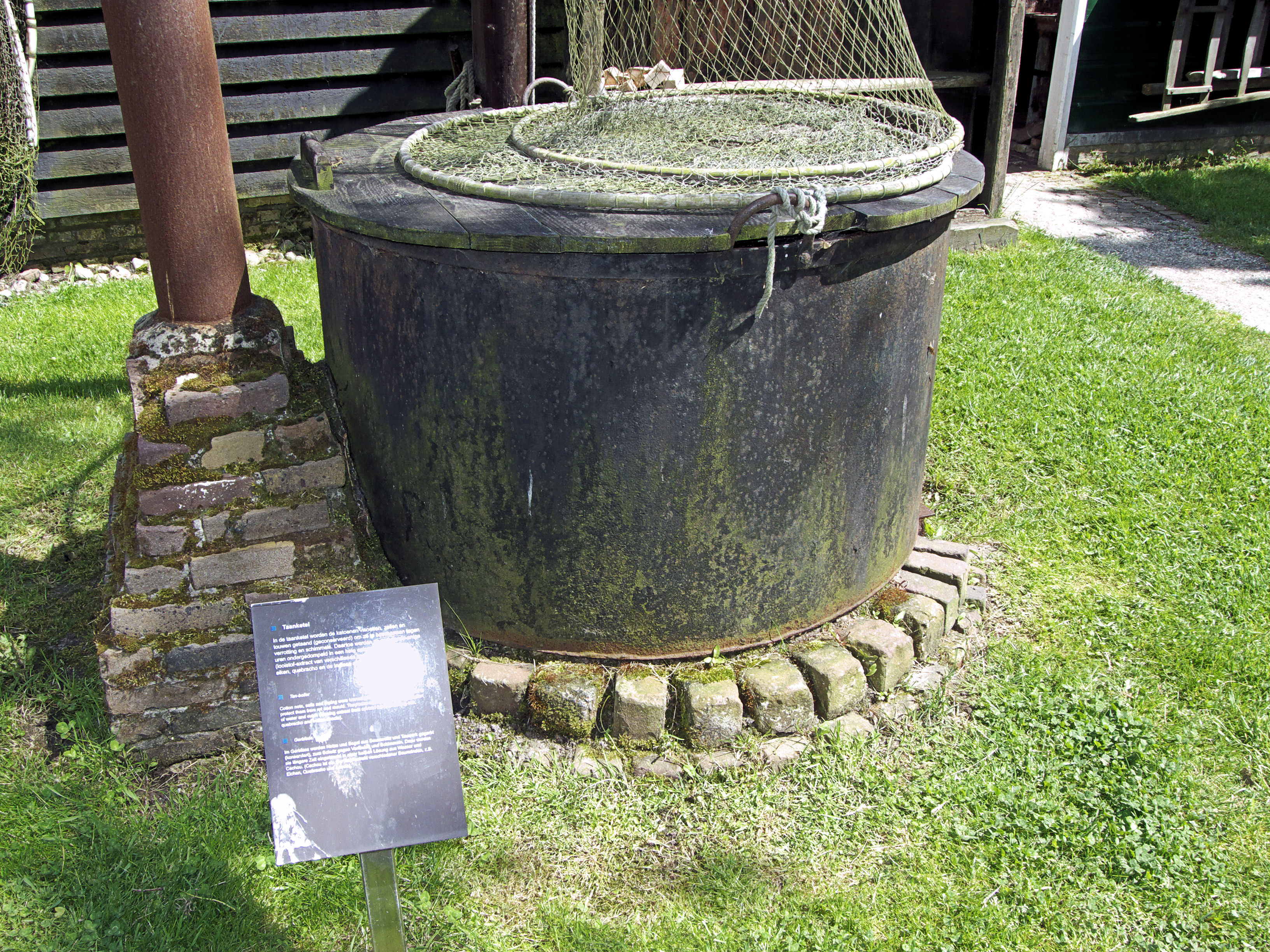
Taanketel

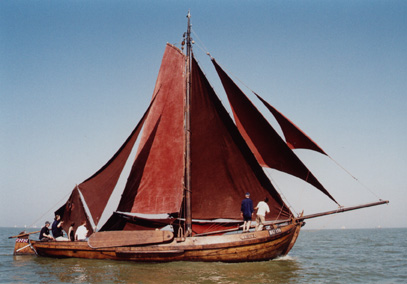
Botter met getaande zeilen

Cachou (ook catechu) is een looistofhoudende, organische kleurstof.
Cachou is afkomstig uit de bast van tropische bomen, vooral van de acacia, de betelpalm en de mimosa. Cachou kan een bestanddeel zijn van taan. De bewerking met cachou heet cachouën of tanen en dit wordt in een taanketel gedaan, waarin door het koken van de bast de taan wordt verkregen. De bruin-gele kleur van cachou wordt taneet genoemd.
Cachou heeft een conserverende werking. Het werd vooral door vissers gebruikt om touw, visnetten en katoenen zeilen te tanen en het rottingsproces door schimmels of bacteriën te voorkomen. Touw en netten werden meestal in de taanketel gekookt, zeilen werden op de grond uitgelegd en met een borstel getaand.

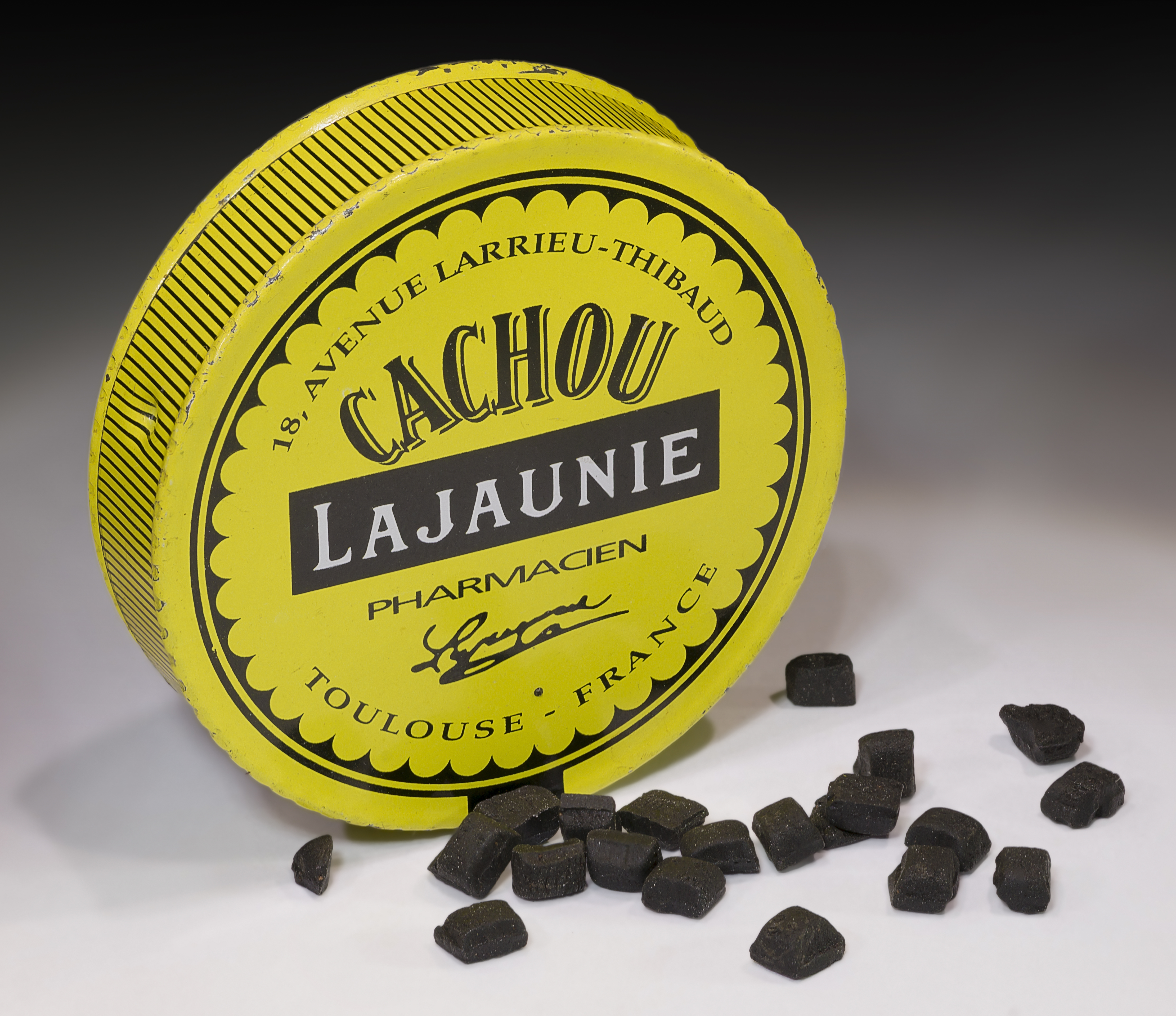
Cachousnoepjes uit Toulouse

Oude vissersboten hadden door het tanen vaak bruine zeilen, wat heeft geleid tot de term bruine vloot, waarmee overigens een veel ruimere groep historische schepen aangeduid wordt. Tegenwoordig hebben historische schepen meestal witte zeilen, rotten is geen probleem meer en witte zeilen worden eleganter gevonden.
Cachou wordt ook gezien als een geneeskundige stof. Het wordt gebruikt als smaakstof in drop en als smaak- en kleurstof in alcoholische dranken. In het Franse Toulouse worden sinds het eind van de negentiende eeuw blikjes cachou-snoep met een sterke mintsmaak volgens onveranderd recept verkocht onder de naam Cachou Lajaunie.